# Die Mainacht (Oper)
Die Mainacht (russisch Майская ночь, Maiskaja notsch) ist eine Oper in drei Akten von Nikolai Rimski-Korsakow (Musik) mit einem eigenen Libretto nach der Erzählung Mainacht oder Die Ertrunkene aus dem ersten Teil (1831) der Abende auf dem Weiler bei Dikanka von Nikolai Gogol. Die Uraufführung fand am 9. Januarjul. / 21. Januar 1880greg. im Mariinski-Theater in Sankt Petersburg statt.

## Handlung

### Erster Akt
Dorfstraße, vorn Hannas Häuschen, weiter hinten ein Teich, dahinter ein verfallenes Herrenhaus; Abend
Die Dorfjugend vergnügt sich mit dem Spiel „Hirse“ (Nr. 1: Reigen). Nach dem alle auseinandergegangen sind, bringt der junge Lewko, Sohn des Dorfältesten, seiner Geliebten Hanna ein Ständchen (Nr. 2: Lied „Sonne schon sinket“). Sie kommt aus dem Haus. Beide versichern einander ihre Liebe und umarmen sich (Nr. 3: Duett „Nicht schläfst du, übermüth’ges Mädchen!“). Lewko teilt Hanna mit, dass sein Vater von ihrer Verbindung nichts wissen will. Auf ihre Bitte hin erzählt er die Schauergeschichte vom alten Herrenhaus (Nr. 4: Erzählung: „Es lebte vor Zeiten“): Ein alter Kosakenhauptmann heiratete ahnungslos eine böse Hexe, die ihn dazu bewegte, seine Tochter Pannotschka zu verstoßen. Die ertränkte sich aus Verzweiflung im See und verwandelte sich in eine Russalka. Wenig später zog sie die Hexe ebenfalls ins Wasser. Da diese jedoch gleichfalls zur Russalka wurde, musste sich Pannotschka weiterhin vor der bösen Stiefmutter ängstigen.
Inzwischen ist es spät geworden, und Lewko verabschiedet sich von Hanna. Mädchen besingen das bevorstehende Pfingstfest (Nr. 5: Rezitativ und Pfingstlied: „Das, meine Hanna, das ist die Mähr“ – „Ach! Kränze ich wind’“). Der betrunkene Kalenik versucht, einen Hopak zu tanzen, und wird von den Mädchen ausgelacht, als er seine Haustür nicht findet und stattdessen zum Haus des Dorfältesten wankt (Nr. 6: Hopak-Szene: „Hop, hop!“). Letzterer schleicht unterdessen zum Haus Hannas, um ihr einen Antrag zu machen. Sein Sohn Lewko beobachtet, wie er sich bei dem Mädchen eine Abfuhr holt (Nr. 7: Terzett: „Hanna! Hanna!“). Lewko stellt seinen Vater zur Rede. Er ruft seine Freunde herbei, und alle verspotten den alten Lüstling (Nr. 8: Rezitativ und Spottlied: „Hei! Bursche! Sagte zwar vorhin euch, geht nach Haus“).

### Zweiter Akt
Im Haus des Dorfältesten; rechts eine Tür zur Kammer, links eine Tür ins Freie; später Abend
Der Älteste, der Branntweinbrenner und die Schwägerin des Ältesten unterhalten sich über Pläne für eine neue Brennerei (Nr. 9. Terzett: „Sagt, wann denkt Gevatter ihr“). Der betrunkene Kalenik taumelt herein und legt sich auf die Ofenbank, ohne die anderen zu beachten (Nr. 10. Szene des Kalenik und Erzählung des Brenners: „Sieh mal, wie den Weg der Böse“). Im Glauben, er befinde sich in seinem eigenen Haus, schimpft er auf den Ältesten und schläft ein. Kurz darauf fliegt ein Stein durch die Fensterscheibe. Als der Älteste auf den Täter flucht, beschwichtigt ihn der Brenner mit einer Erzählung über seine Schwiegermutter: Diese hatte einst einen hungrigen Bettler am Familien-Abendessen teilnehmen lassen. Der verschlang die Mahlzeit jedoch so gierig, dass die Schwiegermutter ausrief, er möge an den Klößen ersticken. Der Gast verschluckte sich und starb. Seitdem setzte sich Nacht für Nacht sein Geist auf den Rauchfang und würgte an seinem Kloß. Die Schwiegermutter fand fortan keine Ruhe mehr.
Vor dem Haus versammeln sich Lewko und seine Freunde und singen ein Spottlied über die Lüsternheit des Ältesten (Nr. 11. Spottlied, Szene und Terzett: „Was giebts? Wer lärmt da?“). Der läuft hinaus, packt den vermummten Anführer der Burschen (Lewko) und bringt ihn in die Stube. Als ein Windstoß durch die offene Tür dringt und das Licht auslöscht, reißt sich Lewko los und läuft auf die Straße. An seiner Stelle erscheint die Schwägerin an der Tür. Im Glauben, es handle sich um den Entflohenen, sperrt der Älteste sie in die Kammer. Wenig später erscheint der Schreiber mit der Meldung, dass der Anführer der randalierenden Burschen soeben festgenommen wurde. Verwirrt lässt sich der Älteste eine Lampe bringen und öffnet die Tür zur Kammer. Erst jetzt erkennt er seinen Irrtum. Die Schwägerin läuft schimpfend auf die Straße. Der Älteste will nun an den Burschen ein Exempel statuieren.
Dorfgasse mit der Hütte des Schreibers; daneben ein Holzanbau; Nacht, Mondschein
Der Älteste, der Schreiber und der Brenner begeben sich zur Hütte des Schreibers, um den Gefangenen in Augenschein zu nehmen (Nr. 12. Finale: „Hier? Ja. Halt!“). Zuerst werfen sie einen kurzen Blick durch die Türspalte – und schrecken entsetzt zurück, denn sie halten den Insassen für Satan persönlich. Der Älteste will ihn sogleich mitsamt dem ganzen Haus verbrennen. In der Hütte befindet sich jedoch die Schwägerin, die von den Burschen eingesperrt wurde, als sie Lewko befreiten. Sie schimpft wortreich auf den Ältesten und seine Liebeleien. Jetzt bringen die Gemeindewächter den betrunkenen Kalenik herbei. Da dieser offensichtlich ebenfalls unschuldig ist, befiehlt der Älteste seinen Leuten wütend, sich sofort wieder auf die Suche nach den wahren Verbrechern zu machen.

### Dritter Akt
Landschaft am Seeufer; rechts das alte Herrenhaus mit geschlossenen Fenstern; helle Mondnacht
Lewko hat sich an den See geflüchtet und träumt dort von seiner Liebsten (Nr. 13a. Ukrainische Nacht und Lieder Lewkos: „Wie still, wie herrlich ist die Nacht“). In einem Fenster des Hauses erscheint das Gesicht der ertrunkenen Pannotschka-Russalka und bittet Lewko um Zugaben. Weitere Russalken entsteigen dem Wasser und bezaubern Lewko mit ihrem Gesang (Nr. 13b. Lewko: „Die Nixen entsteigen in schimmernder Reihe dem Weiher“ – Chor der Russalken: „Wir locken den Jüngling“). Sie tanzen einen Reigen und winden dabei Kränze (Nr. 13c. Russalkenreigen: „Auf, sammelt euch, ihr Mägdelein“). Pannotschka bittet Lewko erneut, für sie zu spielen (Nr. 13d. Tänze und Spiele der Russalken: „Freundlicher Jüngling“). Die Russalken tanzen weiter, bis sie am Ende ihre Kränze ins Wasser werfen. Pannotschka verspricht Lewko eine großzügige Belohnung, wenn er ihre böse Stiefmutter unter den Russalken identifiziert. Beim folgenden „Rabenspiel“ sieht Lewko den einzelnen Russalken in die Augen und kann tatsächlich die Stiefmutter erkennen. Die anderen Russalken stürzen sich auf sie und ziehen sie ins Wasser. Pannotschka gibt Lewko zur Belohnung für ihre wiedergewonnene Freiheit einen Brief, der seinen Vater dazu bringen soll, Hanna als Schwiegertochter zu akzeptieren (Nr. 13e. Duettino Pannotschka-Russalka/Lewko: „O wie so leicht ist mir jetzt“). Mit einem letzten Segen verschwindet sie. Als Lewko bei Sonnenaufgang erwacht, ist das Schreiben noch da. Er hat offensichtlich nicht nur geträumt (Nr. 13f. Sonnenaufgang: „Nein, kein Traum war das!“).
Zurück im Dorf wird Lewko sofort von den Gemeindewächtern festgenommen (Nr. 14. Szene und Pfingstlied: „Nur vorwärts!“). Er gibt seinem Vater den scheinbar vom Hohen Kommissar gesandten Brief, in dem dieser den Ältesten der Pflichtvernachlässigung beschuldigt und ihn auffordert, der Hochzeit seines Sohn mit Hanna umgehend zuzustimmen. Außerdem solle er alle Brücken am Weg ausbessern lassen. Einem solchen Befehl kann sich der Älteste nicht verweigern. Sein Stolz wird wieder hergestellt, als Lewko ergänzt, dass der Kommissar versprochen habe, auf der Rückfahrt bei ihm zu speisen. Pfingstlieder singend kommen die Dorfbewohner herbei. Auch Hanna ist dabei und erfährt von Lewko die frohe Nachricht. Sie wollen noch am selben Tag heiraten. Lewko erzählt ihr von seiner Begegnung mit der Pannotschka-Russalka und dankt seinen Freunden für ihre Unterstützung (Nr. 15. Finale: „Lewko, Lewko, herzliebster Schatz“). Der Älteste erinnert sich an seine einstige Begegnung mit der Zarin, und die Schwägerin schimpft noch einmal mit ihm. Alle preisen das glückliche Brautpaar.

## Gestaltung

### Orchester
Die Orchesterbesetzung der Oper enthält die folgenden Instrumente:
- Holzbläser: zwei Flöten (auch Piccolo), zwei Oboen (1. auch Englischhorn), zwei Klarinetten, zwei Fagotte
- Blechbläser: vier Hörner, zwei Trompeten, drei Posaunen
- Pauken, Schlagzeug: große Trommel, Becken, Triangel, Tamburin, kleine Trommel, Tamtam, Glockenspiel
- zwei Harfen
- Klavier
- Streicher
- Bühnenmusik: zwei Piccoloflöten, zwei kleine Klarinetten, zwei Hörner, Posaune, Tamburin, Streicher (ohne Violoncello)

### Musiknummern
Die Oper enthält die folgenden Musiknummern (deutsche Texte von Hans Schmidt):
- Ouvertüre

Erster Akt
- Nr. 1. Reigen „Hirse“
- Nr. 2. Lied (Lewko): „Солнышко низко“ („Solnyschko nisko“ – „Sonne schon sinket“)
- Nr. 3. Duett (Lewko, Hanna): „Не спишь ты, гордая дивчина!“ („Ne spisch ty, gordaja diwtschina!“ – „Nicht schläfst du, übermüth’ges Mädchen!“)
- Nr. 4. Erzählung (Lewko): „Давно это было“ („Dawno eto bylo“ – „Es lebte vor Zeiten“)
- Nr. 5. Rezitativ und Pfingstlied:
  - „Вот, моя Галя, вот как рассказывают старые“ („Wot, moja Galja, wot kak rasskasywajut staryje“ – „Das, meine Hanna, das ist die Mähr“)
  - „Ой, завю венки на все святки“ („Oi, sawju wenki na wse swjatki“ – „Ach! Kränze ich wind’“)
- Nr. 6. Hopak-Szene (Kalenik, Mädchen): „Гоп! Гоп!“ („Gop! Gop!“ – „Hop, hop!“)
- Nr. 7. Terzett (Dorfältester, Lewko, Hanna): „Ганна! Ганна!“ („Ganna! Ganna!“ – „Hanna! Hanna!“)
- Nr. 8. Rezitativ und Spottlied: „Гей, хлопцы! Я увещевал вас итти спат“ („Gei, chlopzy! Ja uweschtschewal was itti spat“ – „Hei! Bursche! Sagte zwar vorhin euch, geht nach Haus“)

Zweiter Akt, erstes Bild
- Nr. 9. Terzett (Dorfältester, Schwägerin, Branntweinbrenner): „Внутренность хаты Головы“ („Wnutrennost chaty Golowy“ – „Sagt, wann denkt Gevatter ihr“)
- Nr. 10. Szene des Kalenik und Erzählung des Brenners: „Ишь, как растянул дорогу“ („Isch, kak rastjanul dorogu“ – „Sieh mal, wie den Weg der Böse“)
- Nr. 11. Spottlied, Szene und Terzett (Dorfältester, Schwägerin, Branntweinbrenner): „Какой там дьявол?“ („Kakoi tam djawol?“ – „Was giebts? Wer lärmt da?“)

Zweiter Akt, zweites Bild
- Nr. 12. Finale: „Здесь? Да! Стой.“ („Sdes? Da! Stoi.“ – „Hier? Ja. Halt!“)

Dritter Akt
- Nr. 13. Szene der Russalken
  - a) Ukrainische Nacht und Lieder Lewkos: „Как тихо, как прохладно тут!“ („Kak ticho, kak prochladno tut!“ – „Wie still, wie herrlich ist die Nacht“)
  - b) Chor der Russalken:
    - „Я вижу, русалки на берег“ („Ja wischu, russalki na bereg“ – „Die Nixen entsteigen in schimmernder Reihe dem Weiher“)
    - „Заманивать молодца пеньем“ („Samaniwat molodza penjem“ – „Wir locken den Jüngling“)

  - c) Russalkenreigen: „Собирайтесь, девицы“ („Sobiraites, dewizy“ – „Auf, sammelt euch, ihr Mägdelein“)
  - d) Tänze und Spiele der Russalken: „Молодец милый, найди мне ее“ („Molodez milyj, naidi mne eje“ – „Freundlicher Jüngling“)
  - e) Duettino (Pannotschka-Russalka, Lewko): „О, как легко мне теперь“ („O, kak legko mne teper“ – „O wie so leicht ist mir jetzt“)
  - f) Sonnenaufgang (Lewko): „Нет, нет! Я не спал“ („Net, net! Ja ne spal“ – „Nein, kein Traum war das!“)
- Nr. 14. Szene und Pfingstlied (Dorfältester, Schreiber, Branntweinbrenner u. a.): „Не бойтесь!“ („Ne boites!“ – „Nur vorwärts!“)
- Nr. 15. Finale: „Левко, Левко, милый ты мой!“ („Lewko, Lewko, mily ty moi!“ – „Lewko, Lewko, herzliebster Schatz“)

### Musik
Rimski-Korsakow wandte sich mit dieser Oper von den zu dieser Zeit vorherrschenden historischen Themen ab. Die Opernhandlung korrespondiert mit derjenigen von Gogols Erzählung, ist aber zeitlich auf die Nacht bis zum Sonnenaufgang zu Pfingsten festgelegt. In der Vorlage war es lediglich eine Frühlingsnacht. Damit verwies er auf die Tatsache, dass Reste der heidnischen Riten auch in den christlichen Feiern lebendig blieben.:35f Das Thema der Begegnung zwischen einem mythischen Wesen mit einem künstlerisch veranlagten Menschen griff Rimski-Korsakow auch in späteren Werken immer wieder auf. Es entspricht seiner „Idee von der Mission des Künstlers als eines Vermittlers zwischen sinnlicher und übersinnlicher Welt und von der Kraft des auserlesenen Menschen der Vorzeit, hilfreich ins kosmische Geschehen einzugreifen“ (Nikolai van Gilse van der Pals).:77 Im Libretto sind die bei Gogol vorgegebenen sprachlichen Besonderheiten des ukrainischen Idioms beibehalten.
In den beiden Rahmenakten dominieren die Tänze und Gesänge der Dorfbewohner, in denen Rimski-Korsakow ukrainische Volksmusik verarbeitete. Die Chöre sind teilweise Wechselgesänge wie in den jeweiligen Vorlagen. Hierbei ging dem Komponisten nicht nur um eine Darstellung bäuerlicher und christlicher Rituale, sondern auch um die „Wiederaufdeckung ihrer ursprünglich heidnischen Anlässe und Bedeutungen“ (Sigrid Neef). Die Melodien von acht Liedern entnahm er einer 1872 von Alexander Rubets herausgegebenen Sammlung ukrainischer Volkslieder. Der Reigen (Nr. 1) enthält Themen aus den Sammlungen von Rubets, von Mili Balakirew und von Rimski-Korsakow selbst. Auf Stücken aus Rubets’ Sammlung basieren außerdem das zur Bandura gesungene Lied Lewkos (Nr. 2) und das Pfingstlied der Mädchen (Nr. 5) im ersten, zwei Themen des Terzetts (Nr. 9) und die Meldung des Schreibers über die Festnahme des Anführers (in Nr. 11) im zweiten und das Pfingstlied im dritten Akt (Nr. 14). Rimski-Korsakow verband in seiner Musik typische Elemente der russischen Volksmusik (Sigrid Neef nennt hier „Unterstimmenpolyphonie, melodische Linearität, Diatonik, Gleichzeitigkeit von Dur und Moll, Variantentechnik“) mit Kompositionstechniken der Kunstmusik. Die eingesetzten Instrumentaltechniken wie „Tamburinklappern, Hornweisen, expressive Streichermelodien, Harfenarpeggien“ erzeugen Neef zufolge allerdings eine „unangemessene Salonatmosphäre“.
Der realistische Mittelakt bildet zu den volkstümlichen Rahmenakten einen sozialkritischen Gegenpol voller Komik, in dem auch einzelnen Instrumenten kommentierende Rollen zugewiesen sind. Die Hopak-Szene des betrunkenen Kalenik leitet von der brauchtümlichen Sphäre in die realistische über. Im dritten Akt werden beide zusammengeführt. Die jeweiligen musikalischen Motive erhalten hier durch ihren neuen Kontext weitere Bedeutungen.
Die Musik ist in einem lyrischen Märchenton gehalten. Bei der Instrumentation orientierte sich Rimski-Korsakow an der Durchsichtigkeit der Musik Michail Glinkas, der auch Vorbild bei der Integration der Volksmusik war.
Das Kopfmotiv der Oper ähnelt auffällig dem Anfang von Webers Oper Oberon. Es taucht in besonderes prägnanter Form auch am Beginn des dritten Akts auf. Im Spottlied des ersten Finales stellt Rimski-Korsakow das energische Banduraspiel Lewkos in der Orchesterbegleitung dar.
Den Figuren sind jeweils eigene musikalische Merkmale zugeordnet. Hanna und ihr Umfeld sind durch eine Solovioline gekennzeichnet, die Pannotscha-Russalka durch zwei Harfen, Lewko durch eine Bandura (als Zupfinstrument mit den Harfen der Russalka verwandt), Kalenik durch den Hopak, die Reden der Dorfmachthaber ironisch durch ein Fagott. Ein Horn bezeichnet den Wald und die Einsamkeit. Ein besonderes Hornmotiv erklingt bereits zu Beginn der Oper und durchzieht sie bis zum Schluss. Vokal erscheint es auch in den Liebesgesängen Hannas und Lewkos. Außerdem ist es der Pannotschka-Russalka zugeordnet und verschwindet zusammen mit ihr. Übrig bleiben lediglich vom Liebespaar aus der Ferne vernehmbare Reste während des Sonnenaufgangs.:41f

### Musikalische Motive (Auswahl)
Eine detaillierte Ausführung über die in der Oper verwendeten Motive findet sich in Nikolai van Gilse van der Pals’ Buch N. A. Rimsky-Korssakow. Opernschaffen nebst Skizze über Leben und Wirken, dem auch die folgenden Beispiele entnommen sind.
- Lewkos Lied in Fis-Dur (Nr. 2): wird von lautenähnlichen Akkorden und Figurationen umspielt:[5]:81
Die Audiowiedergabe wird in deinem Browser nicht unterstützt. Du kannst die Audiodatei herunterladen.
- Das Pfingstlied der Mädchen (Nr. 5):[5]:83
Die Audiowiedergabe wird in deinem Browser nicht unterstützt. Du kannst die Audiodatei herunterladen.
- Das Motiv der Pannotschka-Russalka innerhalb der Einleitung zum dritten Akt über einer chromatisch absteigenden Basslinie:[5]:90
Die Audiowiedergabe wird in deinem Browser nicht unterstützt. Du kannst die Audiodatei herunterladen.
- Der mixolydische Pfingstlied-Chor im dritten Akt (Nr. 14):[5]:96
Die Audiowiedergabe wird in deinem Browser nicht unterstützt. Du kannst die Audiodatei herunterladen.

## Werkgeschichte

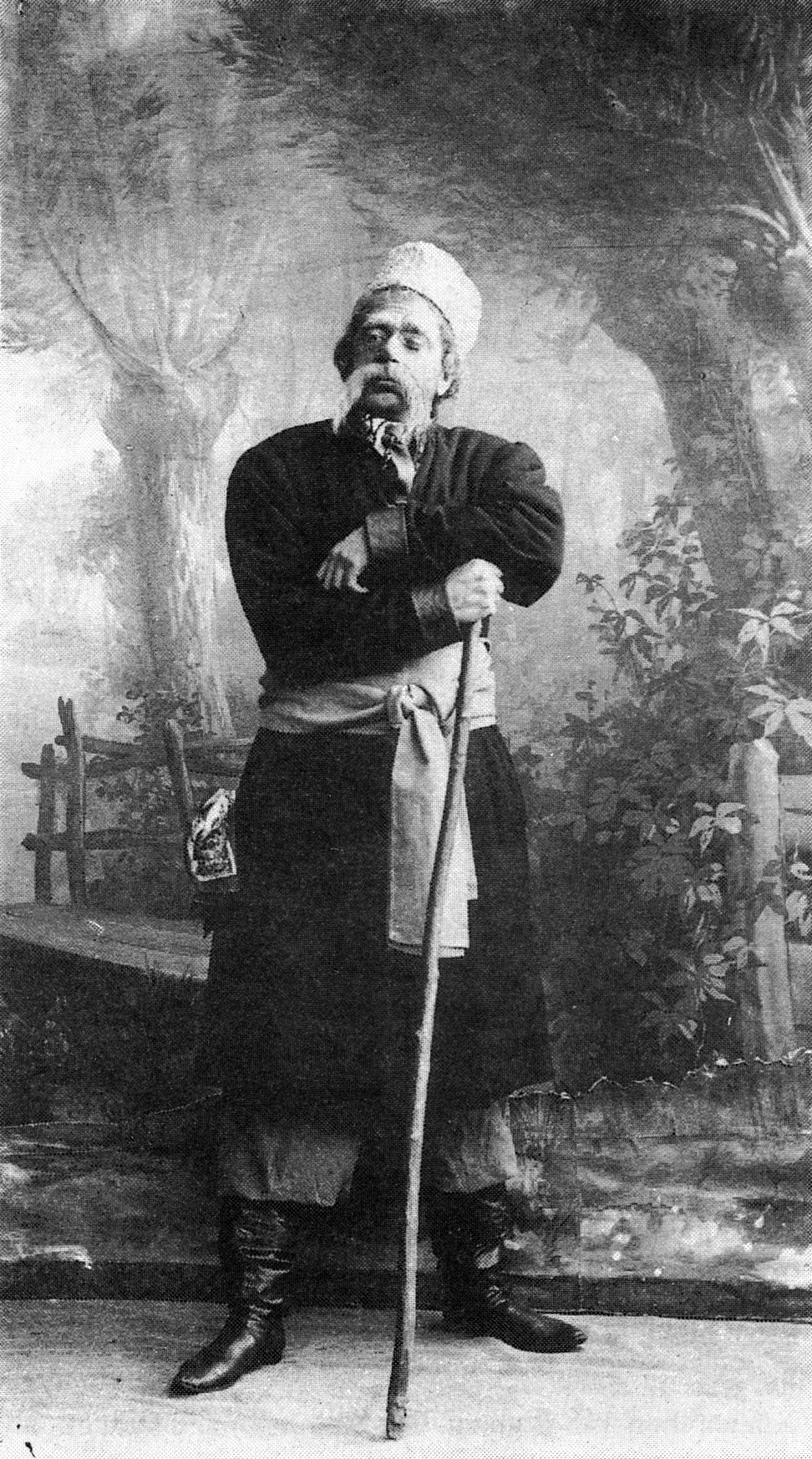
Fjodor Strawinski als Dorfältester

Die Idee zu dieser Oper hatte Nikolai Rimski-Korsakow im Jahr 1872, als er zusammen mit seiner Verlobten und Braut Nadeschda Nikolajewna Purgold die Erzählung Mainacht oder Die Ertrunkene aus dem ersten Teil (1831) der Abende auf dem Weiler bei Dikanka von Nikolai Gogols las. Zur Ausführung kam es jedoch erst 1878/1879 nach intensiven Studien der ukrainischen Volksmusik und der Komposition seiner ersten Oper Pskowitjanka (1873) und deren Prolog Bojarynja Wera Scheloga (1877/1878). Rimski-Korsakow schrieb in seinen Lebenserinnerungen, dass ihn seine Frau immer wieder zu einer Vertonung dieses Stoffs gedrängt habe. Er widmete ihr die Oper in Erinnerung an die gemeinsame Gogol-Lektüre und den Tag seines Hochzeitsversprechens.

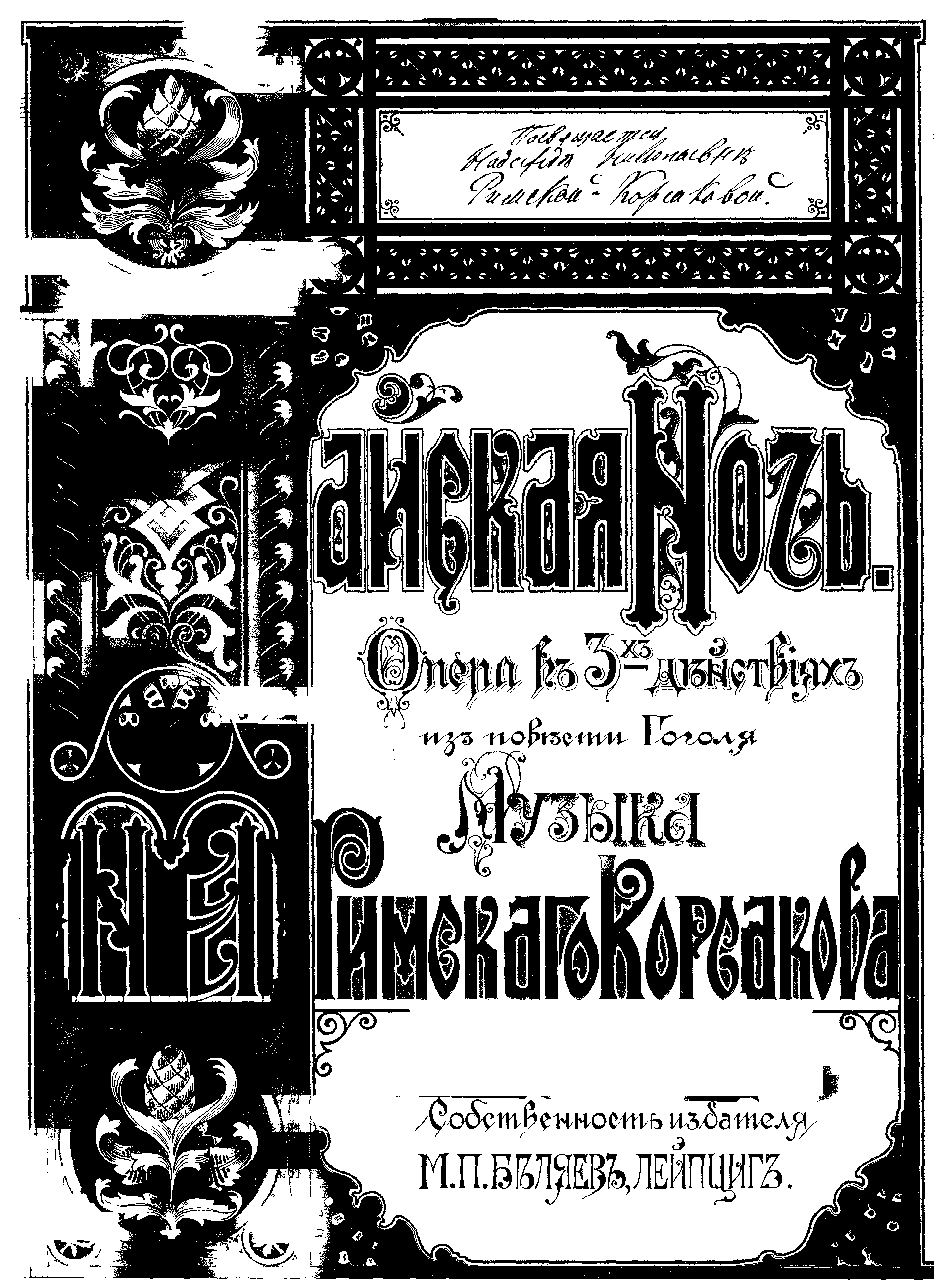
Zweites Titelblatt des Klavierauszugs von 1895

Das Libretto stellte Rimski-Korsakow selbst zusammen, wobei er größtenteils Gogols Vorgaben für die Abfolge der Musiknummern übernahm. Es war die erste „einer ganzen Reihe phantastischer Opern, in denen die Anbetung der Sonne und der Sonnengötter zum Ausdruck kommt, und zwar entweder unmittelbar, wenn, wie in ‚Schneeflöckchen‘ oder in der ‚Mlada‘, der Inhalt der heidnischen Zeit in Rußland entstammt, oder aber mittelbar reflektierend, wenn der Stoff, wie in der ‚Mainacht‘ oder der ‚Nacht vor Weihnachten‘, der späteren christlichen Zeit entlehnt ist“, schrieb Rimski-Korsakow in seiner Chronik meines musikalischen Lebens. Die Musik komponierte er nicht in der Reihenfolge der Szenen. Seiner Chronik zufolge hatte er zwar bereits 1877 Vorstellungen von der Melodie des Spottlieds über den Dorfältesten (Nr. 8) und den Anfang der Hopak-Szene (Nr. 6), doch andere Teile des ersten Bildes wie Lewkos Lied (Nr. 2) oder sein Duett mit Hanna (Nr. 3) komponierte er erst später. Die Orchestereinleitung zum dritten Akt und die Russalkenszene (Nr. 13) entstanden im Frühjahr 1878.:52
Die Uraufführung fand am 9. Januarjul. / 21. Januar 1880greg. unter der Leitung von Eduard Nápravník im Mariinski-Theater in Sankt Petersburg statt. Es sangen Fjodor Strawinski (Dorfältester), Pjotr Andrejewitsch Lodij (Lewko), Marija Aleksandrovna Slawina-Medem (Hanna), Iwan Melnikow (Kalenik), Vladimir Soboliev (Schreiber), Ende (Branntweinbrenner), Anna Aleksandrowna Bischurina (Schwägerin) und Feodosia Welinskaja (Pannotschka-Russalka). Diese Oper hatte im Vergleich mit Rimski-Korsakows späteren Opern nur wenig Erfolg. Als mögliche Gründe dafür nannte Sigrid Neef, die „episodische Handlung ohne große dramatische Aktion und ohne eine eigentliche Hauptgestalt, wohl auch eine partielle Unausgewogenheit der Musik“. Nach der Uraufführung wurde besonders die Leistung Fjodor Strawinskis gelobt. Rimski-Korsakow selbst vermerkte, dass die Aufführung ein „beachtlicher Erfolg“ war und einige Nummern wiederholt wurden. Die klassizistisch ausgebildeten Tänzerinnen führten das Ballett jedoch nicht zu seiner Zufriedenheit aus. Er empfand es als „klobig und geschmacklos“. Das Bühnenbild des dritten Akts war zuvor bereits in einer anderen Oper verwendet worden. Rimski-Korsakow beklagte sich in seiner Chronik darüber, dass dieser Akt in der Folge als misslungen galt, obwohl er selbst ihn für „musikalisch am stärksten“ hielt. In den nachfolgenden Produktionen wurde der dritte Akt gekürzt.:42f
Weitere Produktionen waren:

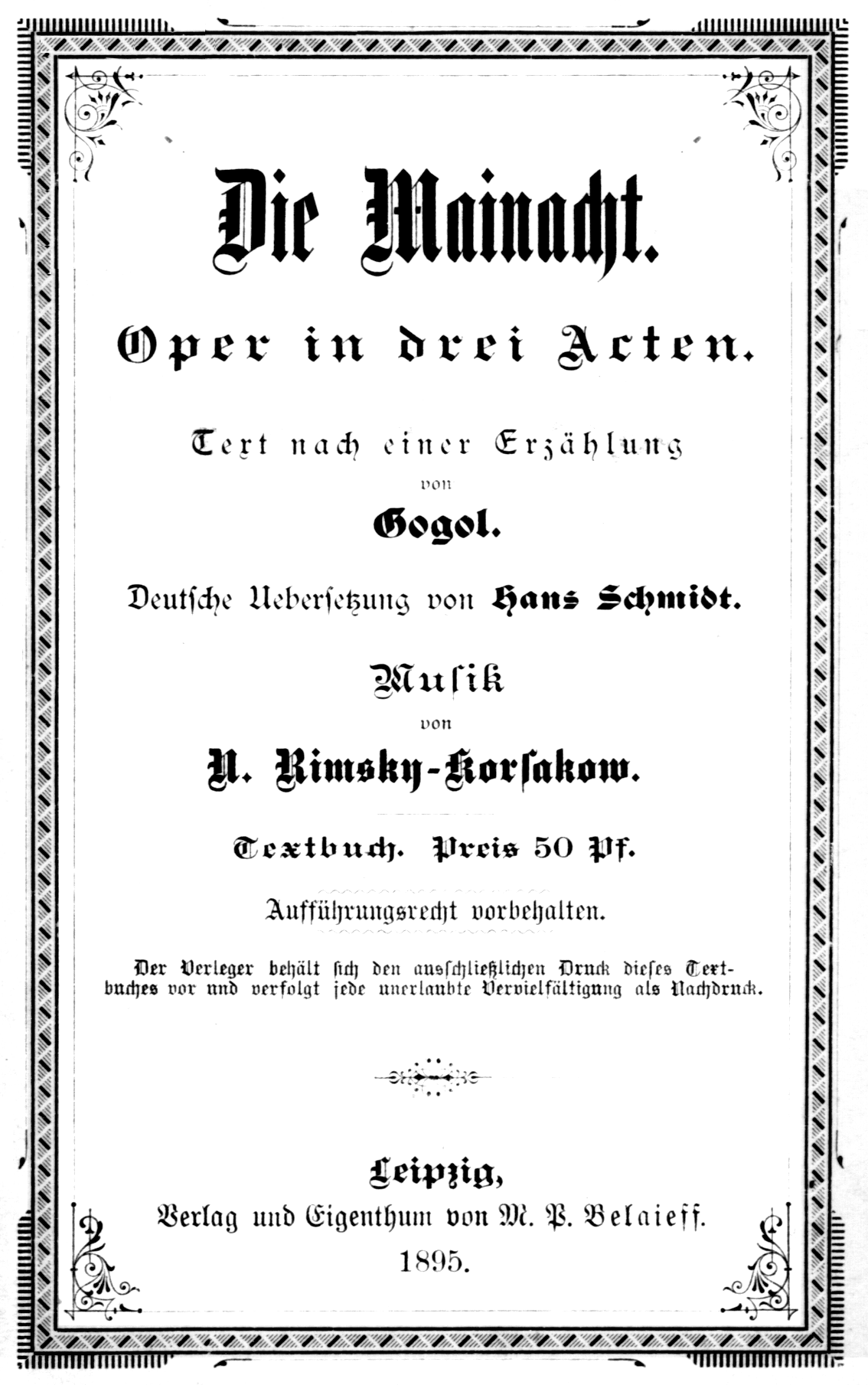
Titelblatt der deutschen Libretto-Übersetzung von Hans Schmidt, 1895

- 1892: Moskau – Ensemble von Ippolit Prjanischnikow – ohne Klavier; mit Erfolg beim Publikum.[1]:44
- 1894: Sankt Petersburg, Michailowski-Theater – Ensemble des Mariinski-Theaters; mit Fjodor Strawinski (Ältester)[1]:44
- 1896: Prag – erste Aufführung außerhalb Russlands.[2]
- 1898: Moskau, Solodownikow-Theater – Ensemble der Privatoper von Sawwa Mamontow; Dirigent: Sergei Rachmaninow; mit Fjodor Schaljapin (Ältester), Nadeschda Sabela (Pannotschka), Tatjana Ljubatowitsch (Hanna); erste musikalisch gelungene Aufführung.[2]
- 1900: Frankfurt am Main – deutsche Erstaufführung; deutsche Fassung von August Bernhard[8] oder Hans Schmidt; nur drei erfolglose Aufführungen.[1]:44
- 1914: London, Theatre Royal Drury Lane – Gastspiel der Ballets Russes unter Sergei Diaghilew; Dirigent: Lew Steinberg; mit Alexandr Beljanin (Ältester), Dmitri Smirnow (Lewko), Jelisaweta Petrenko (Hanna), Marie Brian (Pannotschka);[2] in russischer Sprache; triumphaler Erfolg.[1]:44
- 1928: Moskau, Studiotheater (Dimitrow-Theater) – Inszenierung: Konstantin Stanislawski und Wladimir Alexejew; mit Marija Goldina (Hanna).[2]
- 1931: Oxford, Opera Club – mit Nell Moody.[2]
- 1959: Cardiff – Inszenierung: John Moody; Dirigent: Warwick Braithwaite; mit Harold Blackburn, Duncan Robertson, Iona Jones, Heather Harper.[2]
- 1959: Zürich – Regie: Karl Heinz Krahl, Dirigent: Nello Santi; mit Manfred Jungwirth, Hermann Winkler, Hilde Michel, Mary Davenport.[2]
- 1986: Moskau, Nemirowitsch-Dantschenko-Musiktheater – Inszenierung: Ioachim Scharojew, Dirigent: Wladimir Koschuchar; mit Leonid Simnenko, Wjatscheslaw Taraschtschenko, Julija Abakumowskaja, Ljubow Kasarnowskaja;[2]
- 1995: Wexford Festival Opera – Inszenierung: Stephen Medcalf, Dirigent: Wladimir Jurowski.[12]
- 2008: Moskau, Nemirowitsch-Dantschenko-Musiktheater – Inszenierung: Alexander Titel, Dirigent: Felix Korobow; mit Leonid Simnenko (Ältester).[13]
- 2009: Monte Carlo (Monaco) – Dirigent: Dimitri Jurowski; Orchester des Teatro Carlo Felice.[3]
- 2011: Oper Bonn – Dirigent: Robin Engelen; Beethoven Orchester Bonn.[3]
- 2016: London, Ambika P3 – Dirigent: Gareth Hancock; Royal Academy of Music Students.[3]

## Aufnahmen
- 1912–1922 – Ausschnitte.
 Russian Singers of the Past. Nikolai Rimsky-Korsakov performed by his contemporaries. Volumen 1. Russian Disc 1996. RD 15 032 (1 CD).[1]:47
  - Lied des Lewko (1. Akt). Dmitri Smirnow (1912).
  - Duett Hanna und Lewko (1. Akt). Wera Petrowna-Swanzewa und Wassili Damajew (1922).
  - Spottlied über das Oberhaupt (1. Akt). Wassili Damajew und Chor (1911).
  - Lied des Lewko (3. Akt). Dmitri Smirnow (1909).
  - Duettino Pannotschka und Lewko (3. Akt). Jelena Katylskaja und Wassili Damajew (1914).
- 1946 – Nikolai Golowanow (Dirigent), Orchester und Chor des Moskauer Rundfunks.
 Sergej Krassowsky (Dorfältester), Pjotr Maljutenkow (Lewko), Marija Maksakowa (Hanna), Daniil Demlanow (Kalenik), Georgij Abramow (Schreiber), Sergej Strelzow (Branntweinbrenner), Jelisaweta Antonowa (Schwägerin), Jelisaweta Tschumskaja (Pannotschka-Russalka), Georgina Pawlowa (Glucke-Russalka), Seta Doluchanowa (Rabe-Russalka), Ljudmilla Chananina (Stiefmutter-Russalka).
 Studioaufnahme.
 Cantus Classics/Melodiya/Dante 2005 LYS 090-91 (2 CDs); Cantus Classics. Historische Tondokumente. CACD 5.00735 F (2 CDs).[1]:47
- 1948 – Wassili Nebolsin (Dirigent), Orchester und Chor des Bolschoi-Theaters Moskau.
 Sergej Krassowski (Dorfältester), Sergej Lemeschow (Lewko), Wera Borissenkow (Hanna), Pavel Volovov (Kalenik), Vsevolod Tjutjunnik (Branntweinbrenner), Irina Maslennikowa (Pannotschka-Russalka).
 Studioaufnahme.
 Aprelewski sawod (UdSSR) Nr. 021132 — 021161 (15 Schellackplatten 78/min); Vanguard VRS 6006-8 (3 LPs); Melodiya 05404 (3 LPs).[1]:47[14]:15169
- 1952 – Sergej Lemeschow (Tenor).
 Rezitativ und Arie des Lewko (3. Akt).
 Scenes and Arias from Operas. Tenor Sergei Lemcshev. Perfect Yedang entertainment company. YCC-0112 (1 CD).[1]:47
- 1950er Jahre – Gika Zdravkovitch (Dirigent), Belgrader Philharmonie.
 Nicolai Gedda: Lied des Lewko (1. Akt).
 EMI – Electrola. 1C 063-28070.[1]:47
- 1974 – Wladimir Fedossejew (Dirigent), Orchester und Chor des Moskauer Rundfunks.
 Alexej Kriwtschenija (Dorfältester), Konstantin Lissowski (Lewko), Ljudmilla Sapegina (Hanna), Iwan Burdin (Kalenik), Gennadij Troizki (Schreiber), Jurij Jelnikow (Branntweinbrenner), Anna Matjuschina (Schwägerin), Olga Pastushenkow (Pannotschka-Russalka), Tamara Antipowa (Glucke-Russalka), Nina Derbina (Rabe-Russalka), Ludschija Raschkowez (Stiefmutter-Russalka).
 Studioaufnahme.
 Erstveröffentlichung Melodiya C 04587-92 (3LPs); DG 2709 063/2740 1 (3 LPs); Relief CR 991044 (2 CDs).[1]:47[14]:15170
- 25. September 1994 – Alexander Lazarev (Dirigent), Orchester und Chor des WDR Köln.
 Wladimir Matorin (Dorfältester), Wladimir Bogatschow (Lewko), Tatjana Erastowa (Hanna), Michail Krutikow (Kalenik), Maxim Michailow (Schreiber), Wladimir Kudrjaschow (Branntweinbrenner), Galina Borissowa (Schwägerin), Jelena Brillowa (Pannotschka-Russalka), Andrea Weigt (Glucke-Russalka), Maria Zedelius (Rabe-Russalka), Gabriele Henkel (Stiefmutter-Russalka), Hans Wyprächtiger (Erzähler).
 Live, konzertant aus Köln.
 Capriccio 10792-3 (2 CDs).[1]:48[14]:15171
- November 1994 – Andrej Tschistjakow (Dirigent), Orchester und Chor des Staatlichen Akademischen Sweshnikow-Ensembles.
 Wjatscheslaw Potschapski (Dorfältester), Witali Taraschtschenkow (Lewko), Natalija Erassowa (Hanna), Nikolai Retschetnijak (Kalenik), Pjotr Gluboki (Schreiber), Alexander Archipow (Branntweinbrenner), Jelena Okolyschewa (Schwägerin), Marina Lapina (Pannotschka-Russalka).
 Studioaufnahme.
 Le Chant du Monde/Harmonia mundi france HMF 288 103.04 (2 CDs).[1]:48[14]:15172
- 19. Mai 2001 – Wladimir Jurowski (Dirigent), Stefano Vizioli (Inszenierung), Orchester und Chor des Teatro Comunale di Bologna.
 Maxim Michailow (Dorfältester), Sergej Kunajew (Lewko), Agata Bjenkowska (Hanna), Filippo Morace (Kalenik), Alexander Teijga (Schreiber), Wjatscheslaw Voijnarowsky (Branntweinbrenner), Sofija Aksenowa (Schwägerin), Swetlana Wassiljewna (Pannotschka-Russalka), Ermonela Jaho (Glucke-Russalka), Elena Belfiore (Rabe-Russalka), Monica Minarelli (Stiefmutter-Russalka).
 House of Opera 804 (2 CDs).
 Live aus Bologna.[1]:48[14]:15173
- 9. März 2008 – Felix Korobov (Dirigent), Alexander Titel (Inszenierung), Vladimir Arefiev (Bühne und Kostüme), Orchester, Chor, Solisten, Tänzer und Schauspieler des Stanislawski- und Nemirowitsch-Dantschenko-Musiktheaters Moskau.
 Dmitry Ulyanov (Dorfältester), Oleg Polpudin (Lewko), Natalia Vladimirskaya (Hanna), Anatoly Loshak (Kalenik), Roman Ulybin (Schreiber), Vyacheslav Voynarovsky (Branntweinbrenner), Irina Chistyakova (Schwägerin), Valeria Zaytseva (Pannotschka-Russalka).
 Video; live aus Moskau.
 VAI – Video Artists International (Mono, 4:3 NTSC).[15]